# Famille Bona
Pour les articles homonymes, voir Bona.
La famille Bona ou de Bona ou Bunić (en croate), est une des plus anciennes familles nobles de la république de Raguse.

## Étymologie
Il est très probable que le patronyme Bona dérive du nom propre Bona (dans d'autres sources Buna et dans la zone de Raguse : Bune), attesté en Dalmatie et en Italie depuis très longtemps[réf. nécessaire]

## Histoire

Blason des Bona.

Blason des Giorgi-Bona.

Les origines de la famille sont assez obscures mais deux anciennes légendes sur celle-ci nous sont parvenues :
- Selon la première, la famille serait originaire de Kotor (anciennement dit Cattaro), actuelle ville principale de la municipalité du même nom, au Monténégro ;
- Selon la seconde source, elle proviendrait de la ville de Vieste, dans les Pouilles, en Italie.

L'Almanach de Gotha, les compte parmi les onze familles nobles de l'ancien Patriziato Sovrano Originario (Patriciat Souverain Originel) de la République de Raguse dans la seconde moitié du XIXe siècle, à l'époque où la branche principale de la famille résidait encore dans la capitale.
La famille fut une des plus influentes et riches de la ville de Raguse, divisée en diverses branches et unie à d'autres familles nobles de Raguse qui donnèrent à leur tour naissance à d'autres branches de ces maisons nobiliaires.
Aux XIVe – XVe siècle, les Bona donnèrent naissance à 629 hauts fonctionnaires de l’État de la République de Raguse, soit près de 7,13 % du total des fonctionnaires pendant cette période. Entre 1440 et 1640, la famille Bona donna naissance à 240 membres du Conseil Majeur de la République, soit 10,90 % du total. Pendant ces deux cents ans, la famille obtint 383 charges sénatoriales (11,70 %), 280 fois la qualité de Recteur de la ville (11,8 %), 194 membres du Conseil Mineur (8,96 %) et 105 Gardiens de Justice (12,80 %). La famille fut la seconde plus importante de Raguse, en termes de nombre de charges publiques possédées.
La famille Bona est reconnue noble par les Habsbourg, empereurs d'Autriche, avec le titre de marquis.
La branche aînée de la famille, qui porte le patronyme de de Bona, est encore existante et a sa résidence principale aux États-Unis et celle secondaire à Raguse où elle tient aussi des activités économiques.

## Filiation
- Serafino Bona (? - 1488), théologue et écrivain, Conseiller personnel du Roi Matthias Ier de Hongrie.
- Giacomo Bona (? - 1534), écrivain et poète, Ambassadeur de la République de Raguse auprès du Pape Léon X. Ses œuvres furent publiées à Rome en 1526.
- Michele Bona (dit Babulino, XVIe siècle), poète de langues illyrique, latine et italienne.
- Giovanni Serafino Bona (en croate : Ivan Bunić Vučić, 1591/92 - 1658), poète et écrivain, reconnu de nos jours comme un des pères de la littérature croate.

```
│Frano Bunić 
ou
 Bona
│
└──>Nikola Bunić 
(Nicolò Bona en italien)
 (1600, Raguse-
16 août 1678
, Bosnie), homme politique dalmatien, il est 
     │reconnu comme 
Père de la patrie
 de la République de Raguse. Il fut tué en Bosnie alors qu'il était prisonnier 
     │des Ottomans.
     x Pavle de Caboga.
     │
     ├──>Krsto Bona (né le 
16 avril 1665
, Raguse)
     │
     ├──>Viktorija Bona (né le 
31 octobre 1666
, Raguse)
     │
     ├──>Vladislav Bona (
26 octobre 1667
, Raguse - 
13 août 1748
)
     │
     ├──>Serafino Bona (né le 
9 avril 1669
, Raguse)
     │
     ├──>Descae 
ou
 Descia Bona (né le 
25 août 1673
, Raguse)
     │
     ├──>Marino Bona (né le 
6 mai 1675
, Raguse)
     │
     ├──>Nikola Bona (
15 décembre 1676
, Raguse - 
6 avril 1754
, Raguse)
     │
     ├──>Pavle Bona (
14 février 1679
, Raguse)
     │
     └──>Vechia Bona (
12 avril 1670
, Raguse - 
4 juillet 1741
, Raguse)
         x Ivan 
Gozze
, noble de la 
République de Raguse
.
         │
         └──>Famille 
Gozze
, nobles de la 
République de Raguse
 titré Comtes.
```

```
│Serafino Bunić 
ou
 Bona
│
├──>Damiano Bona (environ 1604, Raguse)
│  │
│  └──>Descae 
ou
 Descia Bona (environ 1634, Raguse)
│      x Frano 
Bobali
, noble de la 
République de Raguse
.
│      │
│      └──>Famille 
Bobali
, nobles de la 
République de Raguse
 titré Comtes.
│
└──>Marino Bona (environ 1605, Raguse)
     │
     ├──>Ane Bona (environ 1635, Raguse)
     │   x Marko 
Sorgo
, noble de la 
République de Raguse
.
     │   │
     │   └──>Famille 
Sorgo
, nobles de la 
République de Raguse
.
     │
     └──>Serafino Bona
```

```
│Antun Đurđević-Bunić 
(Antonio Giorgi-Bona)
 (environ 1616, Raguse)
│
└──>Bernard Giorgi-Bona (environ 1646, Raguse)
    x Marija 
Menze
, noble dame de la 
République de Raguse
.
    │
    └──>Antun 
ou
 Antonio Giorgi-Bona (
22 octobre 1676
, Raguse - 
23 décembre 1757
, Raguse)
        │
        └──>Miho Giorgi-Bona (environ 1698, Raguse)
            x Marija Agnesa 
Pozza
, noble dame de la 
République de Raguse
.
            │
            ├──>Marija Giorgi-Bona (
26 juin 1729
, Raguse)
            │
            ├──>Orsat Antun Frano Giorgi-Bona (
18 août 1730
, Raguse)
            │
            ├──>Lucijan Josip Giorgi-Bona (
20 mai 1732
, Raguse - 
6 janvier 1767
, Raguse)
            │
            ├──>Marija Katarina Giorgi-Bona (
2 août 1733
, Raguse)
            │
            ├──>Marija Terezija Giorgi-Bona (
23 mars 1735
, Raguse)
            │
            ├──>Luka Dominik Giorgi-Bona (
15 septembre 1736
, Raguse - 
7 mars 1794
, Raguse)
            │
            ├──>Mate Marko Ignac Giorgi-Bona (
15 juillet 1739
, Raguse)
            │
            ├──>Frano Luka Giorgi-Bona (
4 décembre 1741
, Raguse - 
8 juin 1742
, Raguse)
            │
            ├──>Luka Frano Alojz Giorgi-Bona (
9 juillet 1744
, Raguse)
            │
            ├──>Luka Frano Giorgi-Bona (
25 octobre 1745
, Raguse)
            │
            └──>Sebastijan 
ou
 Savino 
ou
 Sebastiano Giorgi-Bona (environ 1746, Raguse - 
30 octobre 1821
, 
                Raguse, 
Croatie
)
```

## Pour approfondir